# Пуго, Борис Карлович
Бори́с Ка́рлович Пу́го (латыш. Boriss Pugo; 19 февраля 1937, Калинин — 22 августа 1991, Москва) — советский партийный и государственный деятель, первый секретарь ЦК КП Латвии (1984—1988), председатель Комитета партийного контроля при ЦК КПСС/ЦКК КПСС (1988—1991), Министр внутренних дел СССР (с 1990 до конца жизни).
С 18 по 21 августа 1991 года — член ГКЧП.

## Биография
Родился 19 февраля 1937 года в семье партийного работника в Калинине (ныне — Тверь), латыш по национальности. По-русски говорил лучше, чем по-латышски. Его отец, Карл Янович Пуго, был участником Октябрьской революции и Гражданской войны, красным «латышским стрелком», подпольщиком, в 1930-е годы работал в Москве в НКВД, в конце 1940-х годов избирался первым секретарём Рижского городского комитета КП(б) Латвии.
В 1960 году окончил Рижский политехнический институт. Член КПСС с 1963 года. С 1961 года на комсомольской работе: секретарь комитета комсомола завода, затем второй и первый секретарь районного комитета комсомола, заведующий сектором ЦК ЛКСМ, первый секретарь ЦК ЛКСМ Латвии, секретарь ЦК ВЛКСМ.
В 1974 году — инспектор ЦК КПСС. В 1974—1975 годах — заведующий отделом ЦК Компартии Латвии. В 1975—1976 годах — первый секретарь Рижского городского комитета ЦК КП Латвии.
С 1976 года — в органах государственной безопасности. С 1977 года — первый заместитель председателя Комитета государственной безопасности Латвийской ССР. С 1980 года — председатель КГБ Латвийской ССР с присвоением воинского звания генерал-майор.
В 1984—1988 годах — первый секретарь ЦК Компартии Латвии. В сентябре 1989 года был избран кандидатом в члены Политбюро ЦК КПСС.
В 1988—1990 годах — председатель Комитета партийного контроля при ЦК КПСС.
«Пуго производил впечатление человека чрезвычайно пунктуального и порядочного, но несколько нервного и крайне чуткого к умалению роли тех органов партийной власти, которые он представлял», — свидетельствовал Рой Медведев о своём знакомстве с Пуго летом 1989 г.
В 1990—1991 годах — председатель Центральной контрольной комиссии КПСС.
С 1 декабря 1990 года — министр внутренних дел СССР (сменил на этом посту В. В. Бакатина, отправленного М. С. Горбачёвым в отставку). 15 января 1991 года был переназначен в связи с реорганизацией союзного правительства (создание Кабинета Министров при Президенте СССР).
В феврале 1991 года ему было присвоено воинское звание генерал-полковника.
С марта 1991 года — член Совета безопасности СССР.
Член ЦК КПСС (1986—1990), кандидат в члены Политбюро ЦК КПСС (сентябрь 1989 — июль 1990). Депутат Совета Национальностей Верховного Совета СССР одиннадцатого созыва (1984—1989) от Латвийской ССР, народный депутат СССР.

### ГКЧП и самоубийство
В августе 1991 года вошёл в состав ГКЧП и выступил одним из организаторов «августовского путча». Непосредственно перед созданием комитета, в августе 1991 года, он отдыхал с семьёй в Крыму. Возвратился в Москву 18 августа. В Москве ему позвонил председатель Комитета государственной безопасности СССР В. А. Крючков и пригласил в Кремль, где был образован ГКЧП.
21 августа, после провала и самороспуска ГКЧП, Генеральная прокуратура СССР возбудила уголовное дело по факту попытки государственного переворота. В этот же день генеральный прокурор РСФСР Валентин Степанков вынес постановление об аресте бывших членов ГКЧП.
22 августа на арест Пуго выехали председатель КГБ РСФСР Виктор Иваненко, первый заместитель министра внутренних дел РСФСР Виктор Ерин, заместитель генерального прокурора РСФСР Евгений Лисов и в качестве понятого бывший заместитель председателя Совета министров РСФСР Григорий Явлинский. Спустя два дня Явлинский дал интервью газете «Московский комсомолец», где рассказал о событиях. По его словам, они, не дожидаясь группы захвата, «начали действовать». Как сказал Явлинский, дверь им открыл тесть Пуго, сам Пуго и его жена были ещё живы («его голова откинулась на подушку, и он дышал», «она выглядела невменяемой. Все движения у неё были абсолютно не координированы, речь — несвязной»). Явлинский особо подчеркнул, что два обстоятельства показались ему странными:
- пистолет аккуратно лежал на тумбочке, куда положить его самому Пуго было трудно.
- он увидел три стреляные гильзы.

Журналист «Московского комсомольца» в конце статьи добавил: «Через несколько часов после моего разговора с Григорием Явлинским поступила новая информация. В результате следствия стало известно, что последней стреляла жена. Она же положила пистолет на тумбочку».
Тем не менее сын Пуго — Вадим — говорил, что пистолет положил на тумбочку 90-летний тесть: «…Они, по всей видимости, легли на кровать. Отец приставил пистолет к виску матери и выстрелил, после этого выстрелил в себя, а пистолет остался зажатым у него в руке. Дед услышал выстрел, хотя он плохо слышит, и зашёл в спальню… Мать не умерла — она скатилась с кровати и даже пыталась забраться на неё. Дед взял у отца пистолет и положил его на тумбочку. И месяц об этом никому не говорил — боялся. Непонятно ему было: говорить — не говорить. И сказал он о пистолете через месяц, когда начались допросы…» Данный факт подтвердил следователь Генеральной прокуратуры СССР Леонид Прошкин, осматривавший квартиру Пуго.
Жена министра, Валентина Ивановна Пуго, кандидат технических наук, доцент Московского энергетического института, умерла в больнице через сутки, так и не придя в сознание.
Тела министра и его супруги были кремированы 26 августа.

Могила Пуго на Троекуровском кладбище Москвы.

Урны с прахами супругов Пуго захоронены на 1-м участке Троекуровского кладбища в Москве в феврале 1992 года.
Тексты записок (по заявлению «Новой газеты»), найденных при осмотре квартиры Бориса Пуго 22 августа 1991 года:
«Совершил абсолютно неожиданную для себя ошибку, равноценную преступлению. Да, это ошибка, а не убеждения. Знаю теперь, что обманулся в людях, которым очень верил. Страшно, если этот всплеск неразумности отразится на судьбах честных, но оказавшихся в очень трудном положении людей. Единственное оправдание происшедшему могло быть в том, что наши люди сплотились бы, чтобы ушла конфронтация. Только так и должно быть. Милые Вадик, Элина, Инна, мама, Володя, Гета, Рая, простите меня. Всё это ошибка! Жил я честно — всю жизнь» (записка Бориса Пуго).
«Дорогие мои! Жить больше не могу. Не судите нас. Позаботьтесь о деде. Мама» (записка Валентины Пуго).
Борис Пуго стал вторым министром внутренних дел СССР после Николая Щёлокова, который покончил с собой.

## Награды
- орден Ленина[3] (18.02.1987)
- орден Трудового Красного Знамени[3] (3.03.1976)
- орден Красной Звезды[3] (8.10.1980)
- орден «Знак Почёта»[3] (26.08.1971)
- медали

## Киновоплощения
- Владимир Юматов в художественно-документальном фильме «Неизвестный путч» (другое название — «Завтра всё будет по-другому»), 2009 год
- Павел Данилов в художественном фильме «Ельцин. Три дня в августе», 2011 год.

## Документальные фильмы о Борисе Пуго
- «Роковая ошибка генерала Пуго» (2003), телеканал «Россия», режиссер Любовь Хоботова.
- «Кремлевские похороны» (2008), НТВ